# غيلريدوم
ملعب غيلريدوم (بالإنجليزية: GelreDome)‏ هو ملعب كرة قدم يقع بمدينة آرنم في هولندا، وهو الملعب الرئيسي لنادي فيتيس أرنيهم. افتتح الملعب في 25 مارس 1998، بطاقة اتسيعابية تصل إلى 25,000.
استضاف الملعب العديد من المنافسات منها كأس الأمم الأوروبية لكرة القدم 2000.